# Albrecht Brand

Generalmajor Albrecht Brand

Albrecht Brand (* 14. Januar 1888 in Neiße; † 31. Dezember 1969 in Ebersberg) war ein deutscher Generalleutnant, der im Zweiten Weltkrieg als Kommandeur einer Infanterie-Division sowie als Chef der Heeresmuseen wirkte. 

## Leben
Albrecht Brand trat am 1. Oktober 1907 als Fahnenjunker in das 2. Niederschlesische Feldartillerie-Regiment Nr. 41 der Preußischen Armee in Glogau ein und wurde am 27. Januar 1909 mit Patent vom 27. Januar 1907 zum Leutnant befördert. Ab Oktober 1912 war er Adjutant der II. Abteilung. Mit Ausbruch des Ersten Weltkrieges kam er im August 1914 mit seinem Regiment an die Westfront, wurde in der Schlacht bei Longwy mehrfach verwundet und am 24. Dezember 1914 zum Oberleutnant befördert. Nach Lazarettaufenthalt und Gesundung war Brand von Mitte März bis Ende September 1915 zur Artillerieprüfungskommission kommandiert. Anschließend wurde er seinem in Stellungskämpfen liegenden Regiment wieder an der Front überwiesen und drei Tage später zum Regimentsadjutanten ernannt. Er avancierte am 18. August 1916 zum Hauptmann und war ab September 1916 2. Adjutant der übergeordneten 9. Infanterie-Division. Daran schloss sich Mitte April 1917 seine Versetzung in eine Generalstabsstelle der 187. Infanterie-Division an, um Ende des Monats als Generalstabsoffizier beim Armeeoberkommando 1 tätig zu werden. Im Juli 1917 war Brand zunächst zur Ausbildung als Kompanie- und Bataillonsführer zum Infanterie-Regiment Nr. 187 kommandiert, absolvierte einen Übungskurs an der Generalstabsschule in Sedan und wurde zum 11. August 1917 erneut in eine Generalstabsstelle der 187. Infanterie-Division versetzt. Am 29. November 1917 erfolgte seine Versetzung zum Generalstab des X. Reserve-Korps und am 27. Februar 1918 wurde er unter Belassung in seiner bisherigen Verwendung in den Generalstab der Armee versetzt. Brand erkrankte am 18. Oktober 1918 und befand sich bei Kriegsende im Lazarett. Für sein Wirken während des Krieges hatte er neben beiden Klassen des Eisernen Kreuzes das Verwundetenabzeichen in Schwarz sowie das Hamburger Hanseatenkreuz erhalten.
Am 4. Januar 1919 wurde er zunächst in sein Stammregiment zurückversetzt, am 19. Januar 1919 zu den Offizieren von der Armee versetzt und der 10. Infanterie-Division zur besonderen Verwendung überwiesen. Ab Februar 1920 war er Generalstabsoffizier im Stab der Reichswehr-Brigade 5 und kam bei der Bildung des 100.000-Mann-Heeres der Reichswehr als Generalstabsoffizier zum Stab der 3. Division nach Berlin. Am 1. Oktober 1925 wurde er in das 2. (Preußisches) Artillerie-Regiment versetzt, wirkte ab Mai 1926 als Chef der 4. Batterie in Güstrow und wurde am 1. Februar 1928 zum Major befördert. Am 1. Februar 1929 wurde er zum Stab des Infanterieführers V nach Stuttgart versetzt, wechselte in Stuttgart am 1. Oktober 1931 zur 5. Division und wurde am 1. Februar 1932 zum Oberstleutnant befördert. Im Februar 1933 wurde er Kommandeur der IV. (reitenden) Abteilung im 3. (Preußisches) Artillerie-Regiments in Potsdam und am 1. Juni 1934 zum Oberst befördert. 
Am 1. Oktober 1934 wurde er Kommandeur des Artillerie-Regiments Naumburg und nach Aufbau der Wehrmacht am 15. Oktober 1935 Kommandeur des in Artillerie-Regiment 14 umbenannten Verbandes. Im Juni 1936 wurde er Kommandeur der Befestigungen bei Königsberg und in dieser Verwendung am 1. Oktober 1937 zum Generalmajor befördert.
Im August 1939 wurde er Kommandeur der Gruppe Brand, führte diesen Großverband zu Beginn des Zweiten Weltkriegs beim Überfall auf Polen, wurde am 1. Oktober 1939 zum Generalleutnant befördert und durch die Umgliederung seines Großverbandes am 1. November 1939 Kommandeur der 311. Infanterie-Division. Nach Übergabe seines Kommandos an Generalmajor Paul Gerhardt wurde er am 10. November 1939 wieder Kommandant der Befestigungen bei Königsberg und Anfang Dezember 1941 Kommandant der Befestigungen Ostpreußen. Mitte Juli 1943 gab er sein Kommando ab, wurde in die Führerreserve versetzt und war ab Mitte August 1943 zum Chef der Heeresrüstung und Befehlshaber des Ersatzheeres kommandiert.
Am 1. Oktober 1943 wurde Brand als Nachfolger von General der Infanterie Friedrich Roese zum Chef der Heeresmuseen (Chef Heer Mus) ernannt, die als nachgeordnete Dienststelle des Oberkommandos des Heeres (OKH) in der Kommandostruktur unter dem Chef der Heeresrüstung und Befehlshaber des Ersatzheeres dem Allgemeinen Heeresamt (AHA; 15. Februar 1940 bis 20. Juli 1944 General Friedrich Olbricht) zugeordnet war.
Albrecht Brand kam nach dem Krieg in westalliierte Gefangenschaft, aus der er Ende März 1947 wieder entlassen wurde.